# Methedrone
Methedrone (para -methoxymethcathinone, 4-methoxymethcathinone, bk-PMMA, PMMC, methoxyphedrine, 4-MeOMC) là thuốc giải trí thuộc nhóm hóa chất cathinone. Về mặt hóa học, methedrone có liên quan chặt chẽ với <i id="mwFA">para</i>-methoxymethamphetamine (PMMA), methylone và mephedrone. Methedrone nhận được sự chú ý của truyền thông vào năm 2009 sau cái chết của hai thanh niên ở Thụy Điển. Trong cả hai trường hợp, phân tích độc tính cho thấy methedrone là loại thuốc duy nhất có ở cả hai người đàn ông trong thời gian dùng thuốc quá liều và tử vong sau đó.

## Khám phá
Sự tổng hợp của methedrone được báo cáo lần đầu tiên vào năm 1933.

## Cấu trúc và khả năng phản ứng

### Cấu trúc
Methedrone là một cathinone tổng hợp. Nó có liên quan đến hợp chất cathinone. Methedrone thuộc họ phenethylamine do sự hiện diện của nhóm nguyên tử C6H5 trong đó sáu nguyên tử liên kết tạo thành một vòng lục giác với năm hydrogens liên kết với một carbon và carbon còn lại liên kết với một nguyên tử hoặc nhóm nguyên tử khác với hydro.

### Khả năng phản ứng
Không có bài báo nào được tìm thấy về khả năng phản ứng của methedrone.

### Tổng hợp

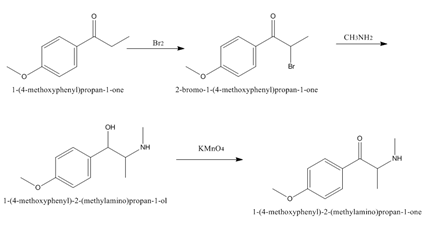
Hình 1: Tổng hợp methedrone

Tổng hợp methedrone được mô tả trong hình 1. và có thể được viết như các bước sau.
1. Brom hóa 1-(4-methoxyphenyl) propan-1-one đến 2-bromo-1-(4-methoxyphenyl) propan-1-one.
2. Phản ứng với methylamine trong đó 2-bromo-1- (4-methoxyphenyl) propan-1-one trở thành 1- (4-methoxyphenyl) -2- (methylamino) propan-1-ol.
3. Bước cuối cùng là phản ứng với thuốc tím.

Sự tổng hợp của mephedrone, một hợp chất có cấu trúc tương tự chỉ có một nhóm ether ít hơn methedrone, là tài liệu tốt.

## Tính khả dụng
Methedrone có thể được mua hợp pháp ở châu Âu (trừ Thụy Điển) và ở hầu hết các tiểu bang ở Mỹ trên Internet, nhưng nó cũng có thể được tìm thấy tại các cửa hàng chính và các nhà bán lẻ khác. Đó là, cùng với các loại thuốc tổng hợp mới hoặc không được kiểm soát và các hóa chất nghiên cứu, thường được dán nhãn là "muối tắm".

### Quản trị
Methedrone là một hóa chất nghiên cứu và các đặc tính kích thích và kích thích của nó có thể bị lạm dụng. Tương tự như MDMA, nó có thể được quản lý thông qua bơm hơi, uống, hút thuốc, trực tràng và tiêm tĩnh mạch; tuy nhiên, nó khác nhau rất nhiều về cả thời gian và độc tính và cần hết sức cẩn thận khi sử dụng do thiếu tài liệu y khoa phổ biến trong số các loại thuốc thiết kế.

## Rủi ro về sức khỏe
Rủi ro về sức khỏe liên quan đến methedrone hầu hết chưa được biết rõ, nhưng dự kiến sẽ tương tự như các loại thuốc giảm đau khác. Methedrone gần như ngay lập tức bị các nhà cung cấp ban đầu rút khỏi việc mua bán sau khi có báo cáo về tác dụng phụ đối với sức khỏe. Một số chất tương tự amphetamine có chứa nhóm para-methoxy được biết là gây tăng thân nhiệt nghiêm trọng và thậm chí tử vong do MAOI đồng thời và hành động giải phóng monoamin.

### Quá liều
Cái chết của hai thanh niên ở phía đông nam Thụy Điển năm 2009 được cho là do quá liều methedrone.
Cả hai đều đã hôn mê khi được tìm thấy. Một người bị ngừng tim trên đường đến bệnh viện, trong khi người thứ hai sống sót sau 16 giờ ở khoa cấp cứu.

## Ảnh hưởng lên động vật

### Chuột
Methedrone đã được tìm thấy có ảnh hưởng đến hành vi chung của chuột, bao gồm:
- Chảy quá nhiều nước bọt
- Tăng động
- Tăng đầu dệt
- Tăng chuyển động lặp đi lặp lại của chuột theo hướng vòng tròn
- Tăng kích thích, căng thẳng cơ thể

## Tính hợp pháp
Việc bán hàng đã bị cấm ở Thụy Điển kể từ ngày 9 tháng 12 năm 2009.
Nó là một chất được kiểm soát tại Trung Quốc kể từ ngày 1 tháng 10 năm 2015.